# إيجيبت فودز
إيجيبت فودز هي شركة مساهمة مصرية، تأسست عام 1999، وتعد من الشركات الرائدة في مجال صناعة الوجبات الخفيفة ورقائق البطاطس والحلويات.

## التاريخ
تأسست شركة إيجيبت فودز عام 1999 شركةً ذات مسئولية محدودة، وهي إحدى شركات تصنيع الوجبات الخفيفة الرائدة، وقد توسعت عمليات التصنيع لديها توسعًا كبيرًا لتشمل في النهاية منتجات الحلويات ورقائق البطاطس.
بدأت شركة إيجيبت فودز جروب في عام 2000 بالعلامة التجارية «قلبظ» بهدف رئيس هو تصنيع منتجات الوجبات الخفيفة. بدأت الشركة بطاقة إنتاجية صغيرة وعززت طاقتها الإنتاجية تدريجيًا على مر السنين، وتمكنت الشركة من ترسيخ نفسها شركةً رائدةً في السوق في مصر.
في عام 2020، قامت إيجيبت فودز جروب بفصل صناعة الحلويات كوحدة أعمال منفصلة عن أعمال الوجبات الخفيفة المالحة.
في أكتوبر 2020، تم إطلاق العلامة التجارية نوڤي كعلامة تجارية أم لوحدة الأعمال الجديدة. نوڤي هو الجزء الحلو من إيجيبت فودز مع أكثر من 40 منتجاً ضمن 5 فئات مختلفة: الشوكولاتة والكعك والبسكويت والجيلي والويفر مع العديد من العلامات التجارية الفرعية الرئيسية

## التصدير
تصدر إيجيبت فودز منتجاتها إلى أكثر من 32 دولة حول العالم، بالتعاون مع شركاء محليين وشركات تابعة. وتخدم حاليًا شمال إفريقيا ودول الخليج والشرق الأوسط وأوروبا وتستثمر باستمرار في توسيع نطاقها العالمي.